# Marcel Camus
Marcel Camus (n. 21 aprilie 1912, Chappes, Champagne-Ardenne, Franța – d. 13 ianuarie 1982, Paris, Île-de-France, Franța) a fost un scenarist și regizor de film francez. Este cel mai cunoscut pentru filmul său Orfeu Negru, care a câștigat Palme d’Or la Festivalul Internațional de Film de la Cannes din 1959 și Premiul Oscar din 1960 pentru cel mai bun film străin.

## Filmografie
- 1951 Champions Juniors – scenarist
- 1959 Orfeu Negro - regizor
- 1961 The Pioneers - scenarist și regizor
- 1965 Le Chant du monde - regizor
- 1968 Vivre la nuit - regizor
- 1970 Atlantic Wall - regizor
- 1973 La Porteuse de pain (mini-serie TV) - regizor
- 1978 Bahia - scenarist și regizor
- 1980 Mein Freund Winnetou (mini-serie TV) - regizor

## Legături externe
- Marcel Camus la Internet Movie Database